# Rebelión comunista en Filipinas
La rebelión comunista en Filipinas es un conflicto en curso entre el gobierno de Filipinas y el Nuevo Ejército del Pueblo (NEP), que es el brazo armado del marxista-leninista-maoísta Partido Comunista de Filipinas (PCF). El conflicto también está asociado con el Frente Democrático Nacional de Filipinas (FDNF), que sirve como ala política del PCF.
La historia de la rebelión se remonta al 29 de marzo de 1969, cuando el recién formado PCF de José María Sisón se alió con un pequeño grupo armado dirigido por Bernabé Buscayno. El grupo de Buscayno, que originalmente era una unidad del Partido Comunista de Filipinas (PKP-1930) marxista-leninista de la década de 1930, pasó a llamarse Nuevo Ejército Popular (NEP) y se convirtió en el brazo armado del PCF. Menos de dos años después, el presidente Ferdinand Marcos introdujo la ley marcial, lo que provocó la radicalización de muchos jóvenes y un rápido crecimiento del PCF-NEP.
En 1992, el NEP se dividió en dos facciones: la facción reafirmante, encabezada por Sisón, y la facción de rechazo, que defendía la formación de unidades militares más grandes e insurgencias urbanas. Trece facciones más pequeñas finalmente surgieron del grupo.[cita requerida] Hasta 2002, el NEP recibió una cantidad considerable de ayuda de fuera de Filipinas, aunque los desarrollos posteriores la obligaron a depender más del apoyo de fuentes locales.[cita requerida]
La rebelión del PCF-NEP es la insurgencia comunista en curso más larga del mundo y es el conflicto comunista más grande y prominente en Filipinas, en contraste con la rebelión del Partido Revolucionario de los Trabajadores marxista-leninista de 1995 hasta el presente y las ahora desaparecidas rebeliones de Hukbalahap de 1942-1954 y del Ejército Popular de Liberación de Cordillera de 1986-2011. Entre 1969 y 2008 se registraron más de 43.000 muertes relacionadas con la insurgencia. Otra rebelión es la del Partido Marxista-Leninista de Filipinas y su brazo armado, el Rebolusyonaryong Hukbong Bayan (RHB), que se separó del Partido Comunista de Filipinas en 1998 y desde entonces ha estado en conflicto tanto con el gobierno como con el CPP.

## Fondo

### Formación del Partido Comunista de Filipinas
El Partido Komunista ng Pilipinas-1930 original (Partido Comunista de Filipinas) fue establecido en 1930 por miembros del Partido Obrero de Filipinas y el Partido Socialista de Filipinas con la ayuda de la COMINTERN. Más tarde lideraría una rebelión antijaponesa de Hukbalahap en 1942 con Hukbo ng Bayan Laban sa Hapon. Durante la Segunda Guerra Mundial, estas guerrillas comunistas lucharon contra los japoneses y otras guerrillas. En los años siguientes, las facciones maoístas comenzaron a organizar organizaciones de masas como Kabataang Makabayan, Malayang Kilusan ng Kababaihan y organizaron estudios teóricos sobre el marxismo-leninismo-maoísmo. Finalmente se separarían del antiguo partido y formarían el Partido Comunista de Filipinas /Marxista-Leninista-Maoísta en 1968.

### Fundación del Nuevo Ejército Popular
El Nuevo Ejército Popular sería establecido por José María Sisón y Bernabé Buscayno como brazo armado del PCF-MLM. La nueva dirección maoísta abandonaría las ideas reformistas que llevaron al PCF-1930 a colaborar con el gobierno de Ferdinand Marcos, y hacer cumplir los principios maoístas, encaminados a crear un estado socialista a través de la Nueva Democracia mediante el lanzamiento de una guerra popular. Se estimó que su fuerza inicial comprometía aproximadamente 60 guerrilleros y 35 armas.

### Establecimiento del Frente Democrático Nacional
El Frente Democrático Nacional se estableció en 1973 como el frente político del PCF-MLM, reuniendo a amplias organizaciones revolucionarias que aceptaron su programa de 12 puntos y construyendo relaciones internacionales con partidos comunistas extranjeros como el Partido Comunista de India (Maoísta) y Partido Comunista de Nepal (maoísta).

## Insurrección

### Años formativos

#### Fuerza inicial y tácticas
Cuando las fuerzas de Buscayno se convirtieron en el NEP en 1969, se informó que tenían solo 60 guerrilleros y 35 cañones de la era de la Segunda Guerra Mundial.
Al principio, el NEP trató de seguir la doctrina militar maoísta de "establecer bases de apoyo estables". Pero esto se abandonó cuando sus fuerzas sufrieron muchas bajas en el norte de Luzón, a favor de dispersar sus fuerzas.
La reserva de armamento del NEP supuestamente creció a 60 armas, pero este armamento se perdió en un encuentro contra las Fuerzas Armadas de Filipinas, y no pudieron recuperar la potencia de fuego hasta la deserción del teniente Victor Corpus y el 29 de diciembre de 1970 en la Incursión en la Armería de la PMA.
Incluso el 23 de septiembre de 1972, cuando se anunció la Ley Marcial, el Consejo de Seguridad Nacional de Filipinas no vio al NEP como una gran amenaza. Solo unos días antes, el 19 de septiembre de 1972, la evaluación de amenazas del consejo estaba " entre 'normal' y 'Condición de defensa interna 1' ", donde la condición más alta era "3". Uno de los generales bajo el mando del General Fabian Ver de la Autoridad Nacional de Inteligencia y Seguridad recordó más tarde que " Incluso cuando se declaró la Ley Marcial, los comunistas no eran una amenaza real. Los militares podrían manejarlos."

#### Mitologización por la administración de Marcos
A pesar del pequeño tamaño del NEP en ese momento, la administración de Marcos promocionó su formación, supuestamente porque esto ayudaría a generar apoyo político y monetario de los EE. UU., que estaba atrapado en la paranoia del temor rojo en ese momento. Como resultado, como señala el especialista en seguridad Richard J. Kessler, la administración " mitificó al grupo, invistiéndolo con un aura revolucionaria que solo atrajo a más seguidores".

#### Diciembre de 1970 Incursión en la armería de la PMA
El NEP finalmente pudo recuperar el armamento el 29 de diciembre de 1970, cuando el instructor de la Academia Militar de Filipinas, el teniente Victor Corpus, desertó al PCF-NEP y dirigió una redada en el arsenal de la PMA, cronometrando la redada cuando la mayoría de los cadetes estaban de vacaciones de Navidad y Los altos funcionarios de la PMA, incluido su superintendente, el general Ugalde, habían dejado el campamento para encontrarse con el presidente Ferdinand Marcos a su llegada prevista a la cercana ciudad de Baguio. Corpus, que era el oficial designado del día (OOD) de la PMA, guio al equipo de asalto de la NPA que logró escapar con rifles automáticos Browning, carabinas, ametralladoras y varias otras armas y municiones.

#### Primeros incidentes de violencia
Según ahora retirado brig. general Victor Corpus, el primer acto de rebelión del NPA tuvo lugar el 21 de agosto de 1971, cuando militantes del NPA supuestamente arrojaron dos granadas al escenario en un mitin del Partido Liberal en Manila, matando a nueve personas e hiriendo a otras 95. Esto, sin embargo, es discutido por la mayoría de los historiadores, quienes culparon al presidente Ferdinand Marcos como el autor del atentado. José María Sison y el Partido Comunista de Filipinas continúan negando la autoría del atentado. Basándose en pequeñas unidades armadas de propaganda basadas en la comunidad, el NPA se encontró en una rebelión total en 1972.
La primera operación táctica del NPA, sin embargo, no se produciría hasta 1974, dos años después de que Ferdinand Marcos declarara la Ley Marcial . Esto tuvo lugar en Calbiga, Samar, donde el NPA tendió una emboscada a una patrulla de exploradores del Ejército y confiscó varias de sus armas.

### Rápido crecimiento bajo la era de la ley marcial de Marcos
El Partido Comunista de Filipinas experimentó un rápido crecimiento desde 1972 durante el período de la ley marcial bajo Ferdinand Marcos .
Las protestas y disturbios populares de 1969 a 1970 y la represión violenta de las protestas resultantes de la " Tormenta del primer trimestre " fueron algunos de los primeros eventos decisivos en los que un gran número de estudiantes filipinos de la década de 1970 se radicalizaron contra la administración de Marcos. Debido a estas represión, muchos estudiantes que anteriormente habían ocupado posiciones "moderadas" (es decir, pidiendo reformas legislativas) se convencieron de que no tenían más remedio que pedir un cambio social más radical.
Otros eventos decisivos que luego radicalizarían a muchos miembros de la oposición "moderados" incluyen la Comuna de Diliman de febrero de 1971; la suspensión en agosto de 1971 del recurso de habeas corpus a raíz del atentado de Plaza Miranda ; la declaración de la Ley Marcial de septiembre de 1972; el asesinato en 1980 de Macli-ing Dulag ; y el asesinato en agosto de 1983 de Ninoy Aquino .
Esta radicalización condujo a un crecimiento significativo del PCF y del Nuevo Ejército Popular bajo la administración de Marcos. El escritor y defensor de la paz Gus Miclat cita el ejemplo de Mindanao: " No había ni un solo cuadro del NEP en Mindanao en 1972. Sí, había activistas, había algunos agitadores... pero entonces no había rebeldes armados salvo los que acabaron formando el Frente Moro de Liberación Nacional. Cuando Marcos huyó en 1986, el NEP estaba prácticamente en todas las provincias de Mindanao, disfrutando incluso de una alianza tácita con el MNLF.
La insurgencia paralela de Moro creó condiciones favorables para el desarrollo del NEP. Durante la década de 1970, el 75 % del ejército filipino se desplegó en la isla de Mindanao, un bastión de los moros, a pesar del acuerdo de paz de 1976 entre el gobierno y el MILF . A partir de 2000, el 40% de las tropas de las AFP continuaron enfrentándose a los rebeldes moros.

#### Apoyo a la NEP de otros países
China brindó apoyo al NEP de 1969 a 1976. Después de ese período, los chinos cesaron toda ayuda, lo que resultó en una etapa de cinco años de actividad reducida. A pesar del revés, la rebelión se reavivó con fondos de impuestos revolucionarios, extorsión y campañas de apoyo extranjero a gran escala. Además de la extorsión, el NEP también ha llevado a cabo secuestros de civiles filipinos y empresarios extranjeros como fuente de financiación. Tanto el PCF como el NEP intentaron obtener el apoyo del Partido de los Trabajadores de Corea, las facciones maoístas de la Organización para la Liberación de Palestina, el Ejército Rojo Japonés, el Frente Sandinista de Liberación Nacional, el Partido Comunista de El Salvador, el Partido Comunista de Perú y el ejército argelino. Se recibió ayuda financiera, capacitación y otras formas de apoyo de varios de los mencionados anteriormente. Supuestamente se establecieron empresas comerciales controladas por NDF en Hong Kong, Bélgica y Yugoslavia. Al mismo tiempo, el Partido Comunista de Filipinas formó una unidad en los Países Bajos y envió representantes a Alemania, Francia, Italia, Grecia, Irlanda, Estados Unidos, Suecia y varias partes del Medio Oriente. A pesar de la enorme cantidad de ayuda recibida anteriormente, el apoyo extranjero finalmente se agotó tras el colapso de los gobiernos socialistas en todo el mundo en la década de 1990.

### Incidentes durante la administración de Corazón Aquino (1986-1992)
Después de que Ferdinand Marcos fuera depuesto durante la Revolución EDSA de 1986, el presidente Corazón Aquino ordenó la liberación de los presos políticos, incluidos José María Sisón y Bernabé Buscayno. Buscayno cesó las actividades relacionadas con el PCF-NEP mientras que Sison en algún momento se autoexilió en los Países Bajos, aparentemente para convertirse en el principal consultor político del NDF. Muchos activistas que se habían sumado al movimiento clandestino contra Marcos optaron por resurgir.
Se llevaron a cabo conversaciones de paz preliminares entre la nueva administración y el PCF-NEP-NDF, pero terminaron cuando se produjo la masacre de Mendiola el 22 de enero de 1987.

### Incidentes durante las administraciones de Ramos y Estrada (1992-2001)

#### 1992 división reafirmante/rechazista
Entre las décadas de 1970 y 1980, miles de voluntarios, incluidos jóvenes y adolescentes de áreas urbanas y rurales, se unieron a la organización. En 1992, el NEP se dividió en dos facciones: la facción reafirmante dirigida por Sison y la facción de rechazo que defendía la formación de unidades militares más grandes e insurgencias urbanas. A lo largo de la historia de NPA, 13 facciones más pequeñas surgieron del grupo, siendo las más notables MLPP-RHB, APP, RPA-M, RPM/P - RPA - ABB y CPLA .
Esta división resultó en un debilitamiento del PCF-NEP, pero volvió a crecer gradualmente después de la ruptura de las conversaciones de paz en 1998, la impopularidad de la administración Estrada, y debido a las presiones sociales derivadas de la crisis financiera asiática . ese año.

#### Derogación de la Ley Antisubversión de 1957
El 11 de octubre de 1992 se produjo un gran avance en el proceso de paz entre el Gobierno de Filipinas y el Partido Comunista de Filipinas, cuando la Ley de la República (RA) 1700, la Ley contra la subversión de 1957, fue derogada por la RA 7636 y el gobierno declaró una política de amnistía y reconciliación. A esto le siguió rápidamente la Declaración Conjunta de La Haya del 1 de septiembre de 1992, en la que el Gobierno de Filipinas y el Partido Comunista de Filipinas (a través del Frente Democrático Nacional) acordaron trabajar hacia negociaciones formales y "una paz justa y duradera". " 

#### Acuerdos JASIG de 1995 y CARHRIHL de 1998
En 1995, las negociaciones llevaron a la firma del Acuerdo Conjunto sobre Garantías de Seguridad e Inmunidad (JASIG, siglas en inglés), en virtud del cual se aseguró a los negociadores de ambos lados del conflicto "movimiento libre y seguro, sin temor a registros, vigilancia o arrestos".
En 1998, se firmó otro acuerdo, el Acuerdo Integral para el Respeto de los Derechos Humanos y el Derecho Internacional Humanitario (CARHRIHL), en un esfuerzo por proteger a los civiles de la violencia entre las dos partes.

#### Resurgimiento del conflicto bajo la administración de Estrada
Las conversaciones de paz se rompieron poco después del acuerdo de 1998, sin embargo, y el conflicto entre las dos partes se reanudó en niveles altos después de que Joseph Estrada asumiera la presidencia ese mismo año. En marzo de 2001, unos meses después de que Estrada fuera derrocado por la revolución "EDSA II", el asesor de seguridad nacional Roilo Golez señaló que el número de "barangays influenciados por" el PCF-NEP aumentó de 772 barangays a 1.279 bajo la administración de Estrada, que Golez agregó fue "un gran salto". En julio de 2001, funcionarios de las Fuerzas Armadas de Filipinas (FAF) señalaron que el NEP creció en fuerza "a un promedio de tres a cinco por ciento anual" desde 1998.

### Incidentes durante la administración Arroyo
En 2001, la FAF lanzó una campaña de ejecuciones extrajudiciales selectivas, en un intento de suprimir la actividad del NEP. Al apuntar a presuntos simpatizantes rebeldes, la campaña tenía como objetivo destruir la infraestructura política comunista. El programa se inspiró en el Programa Phoenix, un proyecto estadounidense implementado durante la Guerra de Vietnam . Según el Dr. William Norman Holden, de la Universidad de Calgary, las fuerzas de seguridad llevaron a cabo un total de 1.335 ejecuciones extrajudiciales entre enero de 2001 y octubre de 2012.
El 9 de agosto de 2002, NEP fue designada Organización Terrorista Extranjera (FTO) por el Departamento de Estado de los Estados Unidos. Un aumento paralelo de las operaciones de contrainsurgencia afectó negativamente el curso de la rebelión. José María Sison, radicado en los Países Bajos, es actualmente el líder del politburó de ocho miembros del PCF y del comité central de 26 miembros, los órganos de gobierno más altos del partido. A pesar de la existencia del politburó, las unidades locales del NEP reciben un alto nivel de autonomía debido a las dificultades de comunicación entre cada uno de los frentes en todo el país.
Los nuevos reclutas rebeldes reciben entrenamiento de combate por veteranos y  formación ideológica de Mao Zedong en: las Tres Reglas Principales de Disciplina y los Ocho Puntos de Atención; el Acuerdo Integral para el Respeto de los Derechos Humanos y el Derecho Internacional Humanitario. Las unidades del NEP generalmente constan de 15 a 30 combatientes, con unidades especiales de partisanos armados de 50 a 60 rebeldes que sirven en una capacidad de operaciones especiales. El NEP también formó una alianza táctica limitada con el Frente Moro de Liberación Nacional y el Frente Moro de Liberación Islámica en la isla de Mindanao, lo que permitió la transferencia mutua de tropas a través del territorio del otro. Entre 1969 y 2008 se registraron más de 43.000 muertes relacionadas con la insurgencia.
Las plantaciones dirigidas por empresas japonesas han sido asaltadas por el NEP.

### Incidentes recientes 2010 y posteriores
En el discurso sobre el estado de la nación del presidente Rodrigo Duterte que tuvo lugar en julio de 2016, Duterte declaró un alto el fuego unilateral a los rebeldes de izquierda. Debido a esta declaración, las conversaciones de paz entre el gobierno y el NDF se reanudaron en agosto de 2016. Las conversaciones de paz se llevaron a cabo en Oslo, Noruega .
En febrero de 2017, el PCF-NEP-NDF declaró que se retiraría del alto el fuego, a partir del 10 de febrero de 2017, debido a la promesa incumplida del gobierno de liberar a los 392 presos políticos. Después de que los comunistas mataran a tres de sus soldados, el gobierno también se retiró del alto el fuego. Las conversaciones de paz terminaron informalmente y la FAF declaró una guerra total.
En marzo de 2017, el gobierno anunció una nueva tregua y la reanudación de las conversaciones de paz, a realizarse en abril. La quinta ronda estaba prevista para junio.[cita requerida]
Sin embargo, el 5 de diciembre de 2017, el presidente Rodrigo Duterte declaró al PCF y al NEP como organizaciones terroristas luego de varios ataques del NEP contra el gobierno. El NDFP, el brazo político de la rebelión comunista no fue incluido en la proclamación.
Con el fin de centralizar todos los esfuerzos del gobierno para la reintegración de los excomunistas rebeldes, el presidente Duterte firmó la Orden Administrativa n.º 10 el 3 de abril de 2018, creando el Grupo de Trabajo Balik Loob, que se encargó de centralizar el Programa de Integración Local Integral Mejorado (E -CLIP) del Departamento del Interior y Gobierno Local (DILG), y el programa Payapa en Masaganang Pamayanan (PAMANA) de la Oficina del Asesor Presidencial para el Proceso de Paz (OPAPP). Al 30 de diciembre de 2019, el grupo de trabajo informó que más de 10.000 exrebeldes y simpatizantes del PCF-NEP regresaron al redil de la ley y aprovecharon los beneficios de E-CLIP, que incluyen asistencia en efectivo de PHP65,000.00, capacitación en medios de subsistencia, beneficios de vivienda., entre otros.
El 4 de diciembre de 2018, el presidente Rodrigo Duterte firmó la Orden Ejecutiva n.º 70, que institucionalizó un "enfoque de toda la nación" para lograr una "paz inclusiva y sostenible" para ayudar a poner fin a la insurgencia comunista de décadas, mientras también formando el Grupo de Trabajo Nacional para Terminar con el Conflicto Armado Comunista Local (NTF-ELCAC) que estaba dirigido a garantizar la implementación eficiente y efectiva del enfoque. Esta orden intensificó aún más la campaña del gobierno filipino contra la insurgencia, con las Fuerzas Armadas de Filipinas informando que 11.605 rebeldes y simpatizantes se rindieron al gobierno, con 120 rebeldes asesinados y 196 más arrestados en operaciones militares del 1 de enero al 26 de diciembre de 2018.

## Incidentes en regiones y provincias específicas

### Sámar
Desde las primeras etapas de la rebelión, la isla de Samar ha sido considerada como el principal bastión del NEP. Si bien Samar representa el 2 % y el 5 % de la población y el territorio de Filipinas, respectivamente, el 11 % de todos los incidentes relacionados con NEP han tenido lugar en la isla. El terreno de Samar consiste en áreas montañosas densamente boscosas, lo que proporciona un terreno fértil para la conducción de la guerra de guerrillas.
Un factor importante en la expansión de la rebelión fue la cuestión de la falta de tierras generalizada. Las reformas agrarias proporcionaron solo una solución limitada para los millones de agricultores filipinos sin tierra. En el caso de Samar, 40 clanes terratenientes controlaban aproximadamente la mitad de las tierras agrícolas de la isla. Los casos de acoso y violencia de los terratenientes hacia los inquilinos de la clase trabajadora llevaron a una escalada de las tensiones entre los dos grupos sociales.
Otro factor que hace que la isla de Samar sea un bastión es que históricamente la isla ha estado entre las más rebeldes contra el gobierno de la Commonwealth estadounidense, el gobierno español y la ocupación japonesa.
En 1976, NEP ganó apoyo popular entre los habitantes de Samar luego de acciones de vigilancia contra bandas de abigeato. Al año siguiente, NEP transfirió agentes de Cebú y Manila, donde las condiciones eran menos favorables. La afluencia de tropas permitió que el NEP formara unidades totalmente comprometidas con las actividades guerrilleras. En 1982, se formó un gobierno comunista no oficial, lo que consolidó a Samar como un bastión comunista. La caída de la industria del coco en la década de 1980 afectó en gran medida los medios de subsistencia de muchos samaranos, lo que alimentó aún más la rebelión. Entre enero de 2011 y diciembre de 2012, se produjeron en Samar un total de 153 incidentes relacionados con la insurgencia, que resultaron en 21 muertos y 55 heridos.

### Mindanao
Antes del anuncio de la ley marcial de Ferdinand Marcos el 23 de septiembre de 1972, el NEP no tenía presencia en Mindanao, que también estaba viendo solo los comienzos del conflicto separatista Moro en forma de enfrentamientos entre las milicias étnicas Ilaga y Blackshirt. La aplicación de la ley marcial por parte de Marcos radicalizó esta situación hasta que, como señala el defensor de la paz Gus Miclat: " Cuando Marcos huyó en 1986, el NEP estaba prácticamente en todas las provincias de Mindanao, disfrutando incluso de una alianza tácita con el MNLF".

## Conversaciones de paz
Según los registros de la Oficina del Asesor Presidencial sobre el Proceso de Paz, el Gobierno de Filipinas y el CPP-NPA-NDF habían participado en más de 40 rondas de conversaciones de paz hasta noviembre de 2017.